# Eilema
Eilema là một chi bướm đêm thuộc phân họ Arctiinae, họ Erebidae.

## Các loài tiêu biểu
- Eilema acutapex
- Eilema adaucta
- Eilema aegrota
- Eilema affineola
- Eilema ainonis
- Eilema alba
- Eilema albeola
- Eilema albescens
- Eilema albicans
- Eilema albicosta Rogenhofer, 1894
- Eilema albicostata
- Eilema albidella
- Eilema albidula
- Eilema alboflava
- Eilema albula
- Eilema aldabrensis
- Eilema alluaudi
- Eilema amaura
- Eilema amaurobapha
- Eilema amaurus
- Eilema ambrensis
- Eilema ambrosiana
- Eilema amurensis
- Eilema androconia
- Eilema angulata
- Eilema angulifascia
- Eilema angulifera
- Eilema angulistrigata
- Eilema angulosa
- Eilema angustata
- Eilema angustiala
- Eilema angustipennis
- Eilema angustula
- Eilema ankaratrae
- Eilema antica
- Eilema antsalova
- Eilema apicalis
- Eilema aprica
- Eilema apricina
- Eilema arculifera
- Eilema ardens
- Eilema argentea
- Eilema arideola
- Eilema arizona
- Eilema arundineola
- Eilema aspersa
- Eilema aspersoides
- Eilema atratula
- Eilema atrgentula
- Eilema atrifrons
- Eilema aurantia
- Eilema aurantiaca
- Eilema aurantioflava
- Eilema aurantiotestacea
- Eilema aurantisquamata
- Eilema aureola
- Eilema auriflava
- Eilema auriflua
- Eilema aurora
- Eilema badrana
- Eilema balcanica
- Eilema banghaasi
- Eilema barbata
- Eilema basinota
- Eilema beckeri
- Eilema bergmani
- Eilema bicolor (Grote, 1864)
- Eilema bicoloriceps
- Eilema bifasciata
- Eilema bilati
- Eilema bipartita
- Eilema biplagella
- Eilema bipuncta Hübner, 1824
- Eilema bipunctata
- Eilema bipunctigera
- Eilema bipunctoides
- Eilema birketsmithi
- Eilema bisticta
- Eilema bitincta
- Eilema brevifurca
- Eilema brevimacula
- Eilema brevipennis
- Eilema brunnea
- Eilema brunneotincta
- Eilema brunnescens
- Eilema bueana
- Eilema caffrana
- Eilema calamaria
- Eilema caledonica
- Eilema cameola
- Eilema cana
- Eilema caniola Hübner, 1808
- Eilema carbonaria
- Eilema carbunculosa
- Eilema carnea
- Eilema carniola
- Eilema castanea
- Eilema catalei
- Eilema catenata
- Eilema celebesa
- Eilema celsicola
- Eilema cereola
- Eilema chasiana
- Eilema chinchilla
- Eilema chinensis
- Eilema chrysophlebs
- Eilema cinerea
- Eilema cinereola
- Eilema cirrochroa
- Eilema claudei
- Eilema cohabitans
- Eilema colon
- Eilema comma
- Eilema comoreana
- Eilema comorensis
- Eilema complana Linnaeus 1758
- Eilema complanata
- Eilema complanoides
- Eilema complanula
- Eilema concolor
- Eilema conformis
- Eilema confusa
- Eilema conisphora
- Eilema conspicua
- Eilema contempta
- Eilema contorta
- Eilema contradicta
- Eilema coreana
- Eilema costalba
- Eilema costalis Zeller, 1847
- Eilema costimaculata
- Eilema costiplicata
- Eilema costipuncta
- Eilema costistrigata
- Eilema cramboides
- Eilema crassicosta
- Eilema creatoplaga
- Eilema cretacea
- Eilema cribrata
- Eilema cribroides
- Eilema croceibasis
- Eilema croceicolor
- Eilema cucullata
- Eilema cucullatella
- Eilema cuneata
- Eilema curvilinea
- Eilema curviplaga
- Eilema cvirgineola
- Eilema danieli
- Eilema debilis
- Eilema debilissima
- Eilema decarys
- Eilema decreta
- Eilema degenerella
- Eilema deplana
- Eilema depressa Esper, 1787
- Eilema destriata
- Eilema diliensis
- Eilema dinawa
- Eilema directa
- Eilema discifera
- Eilema dispar
- Eilema distigma
- Eilema distinguenda
- Eilema distorta
- Eilema divisa
- Eilema dorsalis
- Eilema dorsti
- Eilema ekeikei
- Eilema elegans
- Eilema elongata
- Eilema elophus
- Eilema erythropleura
- Eilema fasciata
- Eilema fasciatella
- Eilema fasciculosa
- Eilema fibriata
- Eilema fimbriata
- Eilema flammea
- Eilema flava
- Eilema flavens
- Eilema flaveola
- Eilema flavibasis
- Eilema flavicosta
- Eilema flavociliata
- Eilema fletcheri
- Eilema flexistriata
- Eilema foeminea
- Eilema formosa
- Eilema fraterna
- Eilema fulminans
- Eilema fumidisca
- Eilema fuscicilia
- Eilema fuscifrons
- Eilema fuscipes
- Eilema fuscistriga
- Eilema fuscodorsalis
- Eilema gashorai
- Eilema germana
- Eilema gibrati
- Eilema gilveola
- Eilema gina
- Eilema goniophora
- Eilema goniophoroides
- Eilema gracilipennis
- Eilema gracillipennis
- Eilema grisea
- Eilema griseadisca
- Eilema griseaplagata
- Eilema griseata
- Eilema griseoflava
- Eilema griseola Hübner, 1803
- Eilema griseotincta
- Eilema griveaudi
- Eilema griveaudiana
- Eilema hakiensis
- Eilema hampsoni
- Eilema harpophora
- Eilema heimi
- Eilema helveola
- Eilema helvola
- Eilema heterogyna
- Eilema homochroma
- Eilema hönei
- Eilema hova
- Eilema humbloti
- Eilema humilis
- Eilema hybrida
- Eilema hyrcana
- Eilema iberica
- Eilema ilemimorpha
- Eilema iluopsis
- Eilema impuncta
- Eilema incertula
- Eilema inconcpicualis
- Eilema incurvata
- Eilema inducta
- Eilema infucata
- Eilema infuscata
- Eilema infuscata
- Eilema innotata
- Eilema inornata
- Eilema insignis
- Eilema insolita
- Eilema instabilis
- Eilema intermixta
- Eilema interposita
- Eilema interpositella Strand, 1920
- Eilema intersecta
- Eilema iuniformis
- Eilema iwatensis
- Eilema jacobsi
- Eilema japonica
- Eilema kansuensis
- Eilema khasiana
- Eilema kilimanjaronis
- Eilema kingdoni
- Eilema klapperichi
- Eilema kosemponensis
- Eilema kuatunica
- Eilema lachesis
- Eilema lacteola
- Eilema laevis
- Eilema lamprocraspes
- Eilema laurenconi
- Eilema leia
- Eilema lemur
- Eilema lenta
- Eilema leopoldi
- Eilema lepta
- Eilema leucanicula
- Eilema lilacina
- Eilema lividula
- Eilema louisiadensis
- Eilema lurida
- Eilema lurideola Zincken, 1817
- Eilema lutarella Linnaeus, 1758
- Eilema lutea
- Eilema luteola
- Eilema luteomarginata
- Eilema lutescens
- Eilema lutosa
- Eilema mabillei
- Eilema maculosa
- Eilema malanga
- Eilema marcida
- Eilema margarita
- Eilema marginata
- Eilema marguerita
- Eilema marioni
- Eilema marwitziana
- Eilema mashonensis
- Eilema mauritia
- Eilema melanothorax
- Eilema melasonea
- Eilema meloui
- Eilema mesosticta
- Eilema micans
- Eilema microxantha
- Eilema mienshanica
- Eilema minor
- Eilema minorata
- Eilema minutissima
- Eilema modiolus
- Eilema molybdeola
- Eilema monochroa
- Eilema monochroma
- Eilema montana
- Eilema monticola
- Eilema moorei
- Eilema morosina
- Eilema muscula Staudinger, 1899
- Eilema mysolica
- Eilema naneola
- Eilema nankingica
- Eilema natalica
- Eilema natava
- Eilema nebra
- Eilema nebulifera
- Eilema nebuliferella
- Eilema nebulosa
- Eilema nicticans
- Eilema nigricans
- Eilema nigrifrons
- Eilema nigripars
- Eilema nigripes
- Eilema nigripoda
- Eilema nigrociliata
- Eilema nigrocincta
- Eilema nigrogrisea
- Eilema nigrosparsa
- Eilema nihonica
- Eilema nitens
- Eilema nivea
- Eilema niveata
- Eilema nivosa
- Eilema nonagrioides
- Eilema notifera
- Eilema nubecula
- Eilema nubeculoides
- Eilema nyasana
- Eilema oberthuri
- Eilema obliquistria
- Eilema obliterans
- Eilema oblitterans
- Eilema oblonga
- Eilema obscura
- Eilema obtusoides
- Eilema ochraceola
- Eilema ochreola
- Eilema ochroleuca
- Eilema okanoi
- Eilema okiensis
- Eilema orientalis
- Eilema pallens
- Eilema palleola
- Eilema palliatella Scopoli, 1763
- Eilema pallida
- Eilema pallidicosta
- Eilema pallifrons
- Eilema pauliani
- Eilema paupercula
- Eilema pavescens
- Eilema peluri
- Eilema pentaspila
- Eilema peperita
- Eilema perdentata
- Eilema perplexa
- Eilema persephone
- Eilema petreola
- Eilema peyrierasi
- Eilema phaeocraspis
- Eilema phaeopera
- Eilema phantasma
- Eilema pilosa
- Eilema plana
- Eilema planissima
- Eilema plantei
- Eilema cây mậnbea
- Eilema cây mậnbeola
- Eilema cây mậnbeolata
- Eilema cây mậnbeomicans
- Eilema cây mậnella
- Eilema poliophaga
- Eilema postgrisescens
- Eilema postmelanica
- Eilema prabana
- Eilema prabhasana
- Eilema praecipua
- Eilema predotae Schawerda, 1927
- Eilema proleuca
- Eilema proleucodes
- Eilema protuberans
- Eilema pseudocomplana Daniel, 1939
- Eilema pseudofasciata
- Eilema pseudoluteola
- Eilema pseudosimplex
- Eilema pseudosoror
- Eilema pulolautensis
- Eilema pulverea
- Eilema pulvereola
- Eilema pulverosa
- Eilema pulvigera
- Eilema punctifera
- Eilema punctilineata
- Eilema punctistriata
- Eilema purpureotincta
- Eilema pusilana
- Eilema pygmaeola Doubleday, 1847
- Eilema quadrangula
- Eilema quadrinotata
- Eilema quadrisignata
- Eilema ramdimbyi
- Eilema ratonis
- Eilema recticosta
- Eilema replana
- Eilema repleta
- Eilema restricta
- Eilema reticulata
- Eilema rondoni
- Eilema rubrescens
- Eilema rubuginea
- Eilema rufitincta
- Eilema rufoasciata
- Eilema ruma
- Eilema rungsi Toulgoët, 1960
- Eilema ruptifascia
- Eilema sabulosula
- Eilema sachalinensis
- Eilema saerdabensis
- Eilema sakalava
- Eilema sandakana
- Eilema sanguicosta
- Eilema sarawaka
- Eilema sarceola
- Eilema schistaceola
- Eilema semibrunnea
- Eilema semifusca
- Eilema semperi
- Eilema sericea
- Eilema sericeoalba
- Eilema sericeola
- Eilema serva
- Eilema setiniformis
- Eilema shansica
- Eilema signata
- Eilema similipuncta
- Eilema simplex
- Eilema simulatricula
- Eilema sinica
- Eilema sogai
- Eilema sokotrensis
- Eilema sordida
- Eilema sordidescens
- Eilema sordidula
- Eilema sororcula Hufnagel, 1766
- Eilema squalida
- Eilema squamata
- Eilema stevensi
- Eilema sthenoptera
- Eilema stictigramma
- Eilema stramineola
- Eilema strangulata
- Eilema subnigrosparsa
- Eilema subrosea
- Eilema suffusa
- Eilema suspecta
- Eilema taeniata
- Eilema taiwana
- Eilema tanala
- Eilema tardenota
- Eilema tegudentata
- Eilema terminalis
- Eilema testacea
- Eilema testaceoflava
- Eilema tetrasticta
- Eilema tibeta
- Eilema tonseana
- Eilema torstenii
- Eilema tortricoides
- Eilema tortrix
- Eilema transducta
- Eilema tricolor
- Eilema tricolorana
- Eilema trinitas
- Eilema triplaiola
- Eilema trispolita
- Eilema tristis
- Eilema truncata
- Eilema tsinlingica
- Eilema umbrigera
- Eilema umbripuncta
- Eilema umbrosa
- Eilema undulata
- Eilema unicolor
- Eilema unicolora
- Eilema uniola Rambur, 1866
- Eilema uniplaga
- Eilema unipuncta
- Eilema unistrigata
- Eilema unita
- Eilema ussurica
- Eilema vadoniana
- Eilema vagesa
- Eilema vanbraekeli
- Eilema varana
- Eilema venosa
- Eilema vetusta
- Eilema vicara
- Eilema vicaria
- Eilema vicinula
- Eilema viettei
- Eilema violitincta
- Eilema vitellina
- Eilema voeltzkowi
- Eilema xanthocraspis
- Eilema xantholeuca
- Eilema xanthopleura
- Eilema yokohamae